# Lispe neouliginosa
Lispe neouliginosa este o specie de muște din genul Lispe, familia Muscidae, descrisă de John Otterbein Snyder în anul 1954. Conform Catalogue of Life specia Lispe neouliginosa nu are subspecii cunoscute.